# ایندریک
در افسانه‌های عامیانه روسی، ایندریک یک جانور تخیلی است که شاه تمامی حیوانات به‌شمار می‌آید و در کوهستانی به نام «کوه مقدس» زندگی می‌کند. کوه مقدس در این افسانه‌ها جایی است که پای هیچ جانور یا آدمی‌زادی به‌جز ایندریک به آن نمی‌رسد. ایندریک در این افسانه‌ها «ایندریک جانور» (به روسی: Индрик-зверь) هم نامیده می‌شود. واژه ایندریک شکل تحریف‌شده واژه روسی «ادینوروگ» Единорог است که معنای آن تک‌شاخ است.
ایندریک به صورت یک گاو عظیم با پاهای آهو و سر اسب پنداشته شده که شاخی بزرگ از پیشانی او روییده. در افسانه‌ها آمده که زمانی که ایندریک روی خود را می‌گرداند همه جانوران او را ستایش می‌کنند.
یکی از جانوران عظیم باستانی که بقایای آن در بلوچستان پاکستان یافته شده و بلوچی‌دد نام دارد ایندریکی‌دد Indricotherium نیز نامیده می‌شود که به این جانور افسانه‌های روسی اشاره دارد.